# اسکانیا
اسکانیا آبه (به سوئدی: Scania AB) شرکت خودروسازی و صنایع سنگین چندملیتی سوئدی است که در زمینه طراحی، توسعهٔ فناوری و تولید انواع کامیون و اتوبوس، همچنین موتورهای دیزلی برای کاربری شناورها، دیزل‌ژنراتورها و خودروهای سنگین فعالیت می‌کند. دفتر مرکزی و کارخانه تولیدی اصلی این شرکت در شهر سودرتلیه، در فاصله ۳۰ کیلومتری از جنوب استکهلم قرار دارد.
اسکانیا آبه در سال ۱۹۰۰ در شهر مالمو سوئد تأسیس شد و اکنون یک شرکت تابعه از تراتون به‌شمار می‌آید. بخشی از سهام شرکت اسکانیا در بازارهای بورس اوراق بهادار استکهلم و بورس اوام‌اکس معامله می‌شود.

## تاریخچه

### پیدایش
فیلیپ ورسن در سال ۱۸۹۱ کارخانه‌ای برای ساخت واگن‌های ترابری ریلی تأسیس نمود. او پس از انجام مقدمات کار، نام این مجموعه را وابیس به معنی کارخانه واگن‌سازی نهاد که کارخانه تولیدی آن در منطقه سودرتلیه قرار داشت.

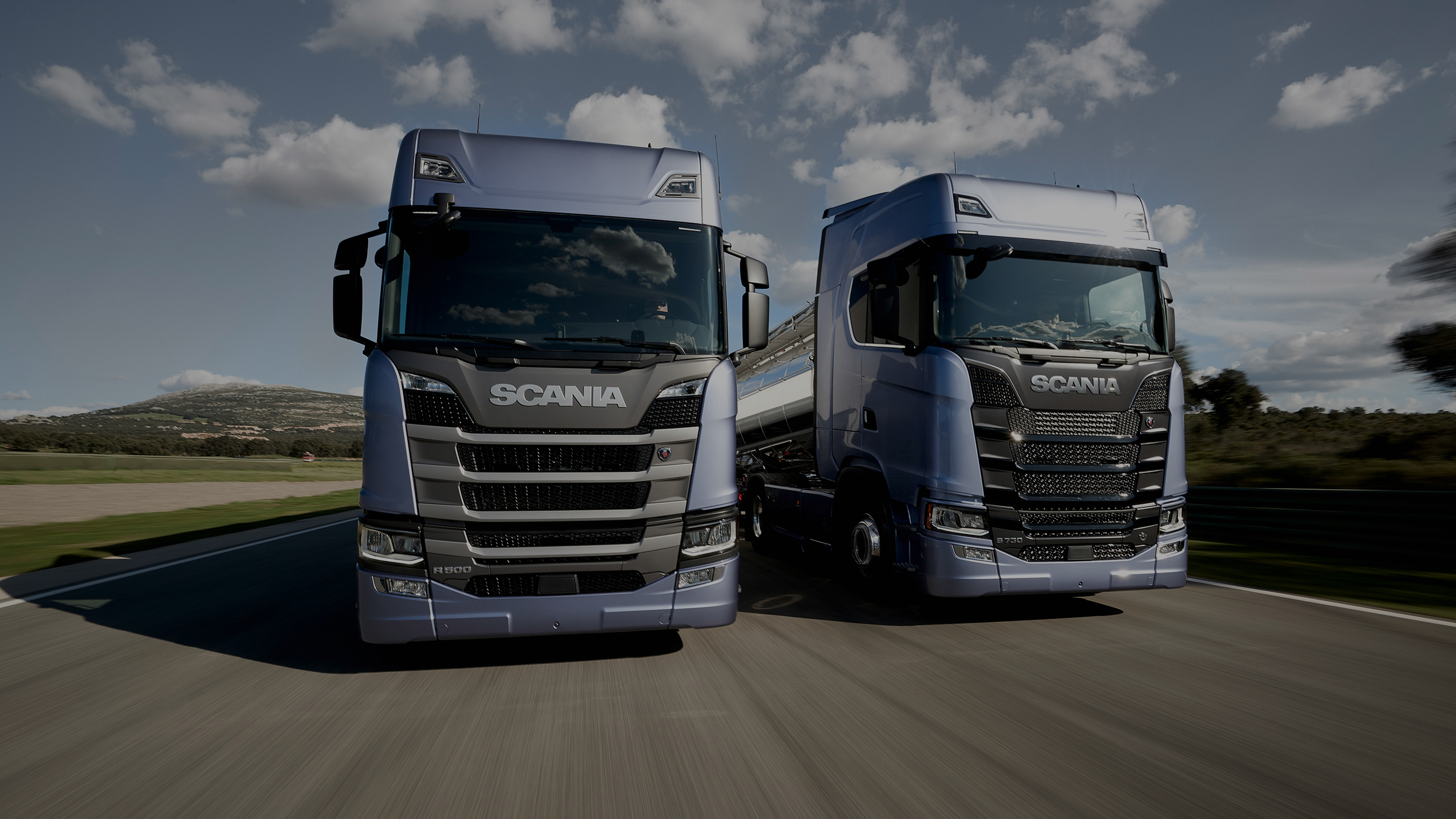
نسل جدید اسکانیا سری اس (راست) سری آر (چپ)

از سوی دیگر در سال ۱۹۰۰ یک کارخانه دوچرخه‌سازی توسط گوستاو اریکسون در شهر صنعتی مالمو با نام اسکانیا تأسیس شد. این شرکت به تدریج تغییر جهت داد و به سمت تولید خودرو و کامیون رفت تا اینکه در سال ۱۹۱۱ دو شرکت در هم ادغام شدند و شرکت اسکانیا-وابیس را پدیدآوردند.
نشان این شرکت یک اژدها در نظر گرفته شد که روی سر آن تاجی قرار داشت و از دهانش آتش بیرون می‌آمد. در آن سال‌ها خودروهای متفاوتی تولید شد و هم‌زمان شماری قایق، با موتور ۴ سیلندر ۱۲ اسب بخار نیز در خط تولید این شرکت تولید شد. به تدریج تولیدات شرکت گسترش یافت و در کشورهای دانمارک و نروژ نیز خطوط تولید آن، دایر شد.

### توسعه
اسکانیا-وابیس به زودی به سمت تولید اتوبوس ۲۴ نفره دماغ‌دار با تایر بسیار نازک، پیش رفت. کار بعدی شرکت، تولید کامیون‌های آتش‌نشانی با ۶۰ اسب بخار و سرعت ۴۰ کیلومتر در ساعت بود. نخستین پیشرانه ۸ سیلندر شرکت اسکانیا در سال ۱۹۱۶ تولید شد که از الکل یا بنزین تغذیه می‌کرد. اما در اوایل سال‌های دهه ۱۹۲۰ سیاست شرکت، تمرکز بر تولید کامیون و اتوبوس بود.
در سال ۱۹۴۰ شرکت اسکانیا شاهد تغییرات مدیریتی گسترده‌ای بود که باعث شد شرکت با تغییر بسیاری از راهکارها و برنامه‌ها و با جذب مهندسان و نیروهای خلاق و جوان، محصولات مدرن‌تر و مطلوب‌تری را عرضه کند و به این ترتیب رتبه محبوبیت خود را در بازار وسایل ترابری عمومی بهبود قابل ملاحظه‌ای دهد.

### پس از جنگ جهانی دوم
اما با آغاز جنگ جهانی دوم، شرکت اسکانیا با کاهش تقاضا برای کامیون و اتوبوس‌های عمومی، ظرفیت خالی کارخانجات خود را صرف تولید محصولات نظامی کرد. با پایان جنگ، اسکانیا دوباره تولید محصولات اصلی خود را از سر گرفت و توانست در رقابت با شرکت ولوو به جایگاه مناسبی دست یابد. به طوری که تبدیل به یکی از بزرگ‌ترین شرکت‌های خودروساز سوئد تبدیل شد. در کنار موفقیت‌های محلی، اسکانیا همچنین موفق به حضور در بازارهای جهانی شد.

### ادغام دوم
در سال ۱۹۶۹ اسکانیا برای بار دوم با شرکت بزرگ سوئدی گروه ساب ادغام شد و به این ترتیب ساب-اسکانیا راه‌اندازی شد. اما معروفیت و محبوبیت نام تجاری اسکانیا باعث شد که مدیریت مجموعه ادغام شده تصمیم به عرضه محصولات تولیدی با برند اسکانیا بگیرد.

### دهه ۱۹۹۰
دهه ۱۹۹۰ را می‌توان دهه توسعه و تولید محصولات گوناگون سوئدی در بازار وسایل ترابری سنگین نامید.

### وضعیت کنونی
امروزه کامیون‌ها و اتوبوس‌های اسکانیا بازارهای گسترده‌ای در کشورهای مختلف جهان دارند. اکنون گروه فولکس‌واگن با در اختیار داشتن ۷۰٫۹۴٪ درصد از سهام اسکانیا، بزرگ‌ترین سهام‌دار آن به‌شمار می‌آید.

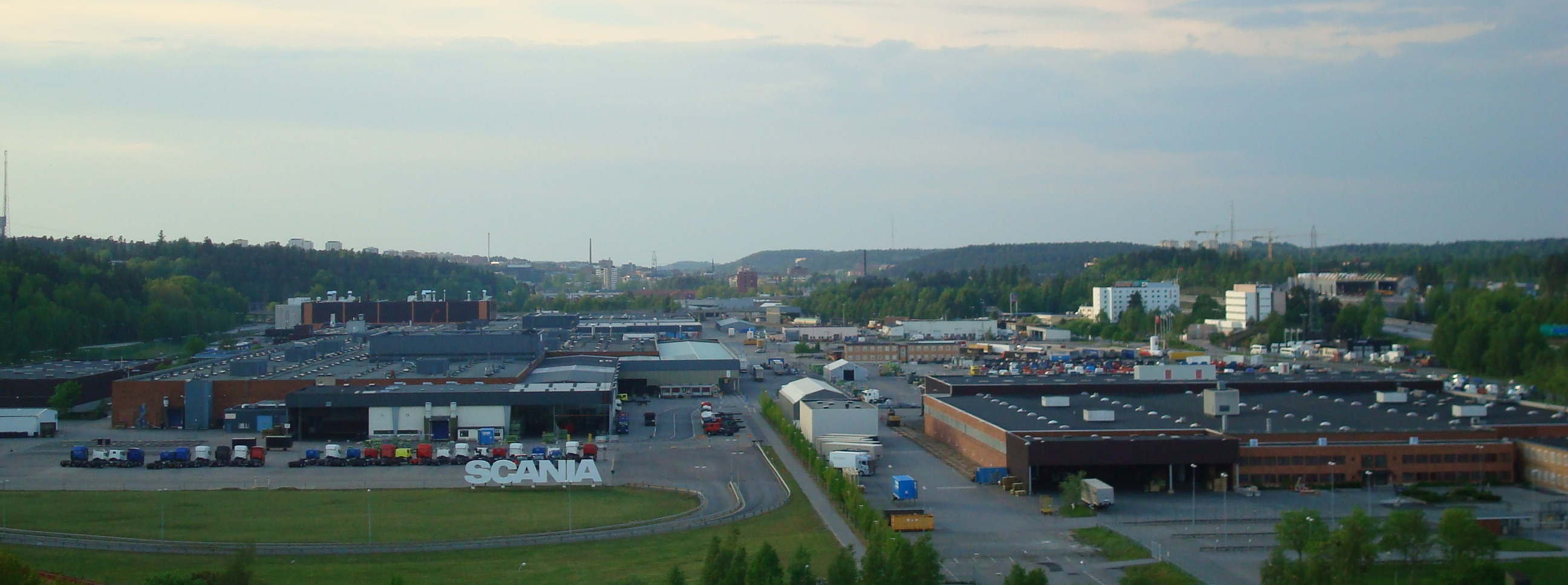
کارخانه تولیدی اصلی اسکانیا در شهر سودرتلیه

## مالکان و سهام‌داران
تنها سهامدار اسکانیا، گروه Traton Sweden AB است که به‌طور غیرمستقیم یک زیرمجموعه متعلق به Traton SE است. شرکت Traton SE زیرمجموعه شرکت فولکس واگن است و در بورس سهام فرانکفورت و بورس سهام نزدک (Nazdaq) استکهلم (Stockholm) ثبت شده‌است. اسکانیا و تراتون هر دو بخشی از گروه فولکس واگن هستند و در نهایت، حق تصمیم‌گیری سهامداران در مورد امور اسکانیا در مجمع عمومی سالانه (AGM) قابل استفاده است.

## در ایران
دو شرکت ایرانی شرکت عقاب‌افشان و تیتان دیزل، نمایندگان ساخت و مونتاژ محصولات این شرکت در ایران هستند که به ترتیب به ساخت اتوبوس، موتور سنگین و تریلی تحت لیسانس این شرکت در ایران می‌پردازند.

### تیتان دیزل
شرکت تیتان دیزل ارائه دهنده و مجری راهکارهای حمل و نقل با کیفیت بالا، متنوع و قابل اعتماد و نمایندگی انحصاری کشنده و کامیون‌های اسکانیا در ایران است.

### عقاب افشان
از سال ۱۳۸۱ فروش و خط مونتاژ محصولات اسکانیا در ایران به عهده شرکت عقاب افشان بوده‌است.
در بهمن ۱۳۹۵ اسکانیا با عقاب افشان قراردادی برای تحویل ۱۳۵۰ دستگاه اتوبوس با عقاب افشان توافق همکاری امضا کرد. نخستین سری اتوبوس‌ها تا پایان سال ۲۰۱۷ میلادی در ناوگان ترابری ایران به کار گرفته شده‌اند.

## نگارخانه

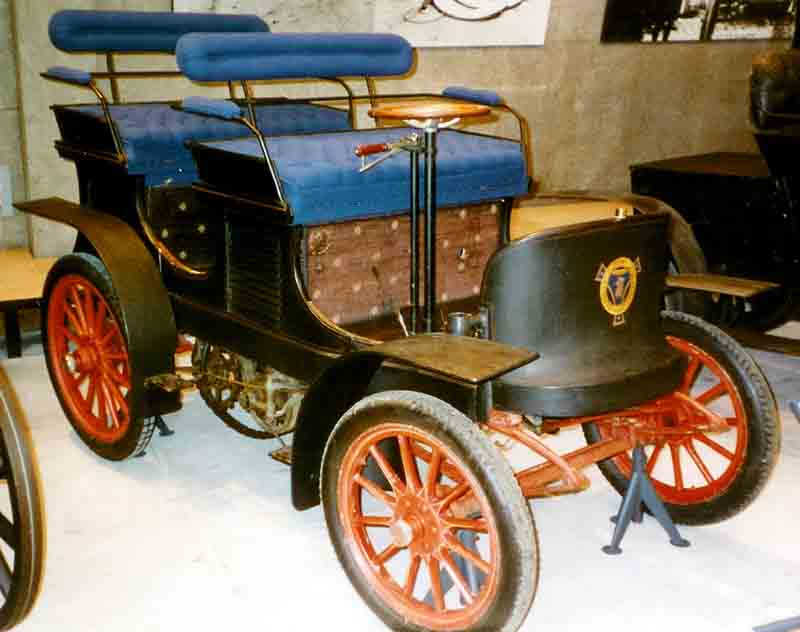
اسکانیا مدل A۱ (سال ۱۹۰۱)
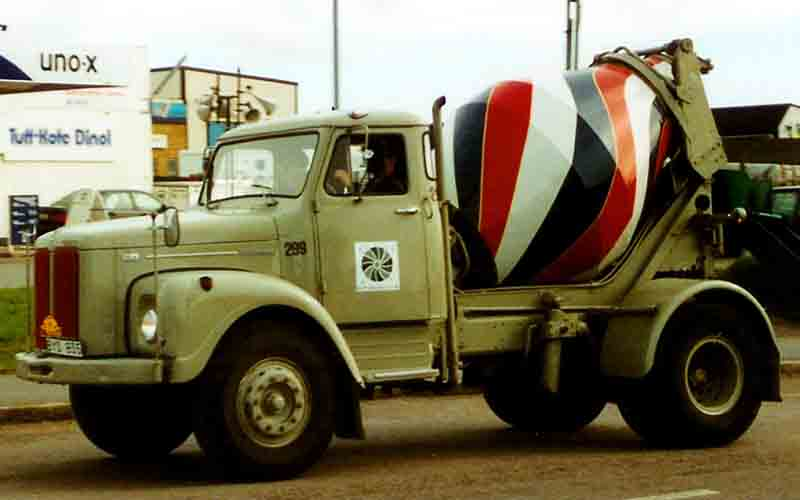
کامیون مدل L۸۰ اسکانیا (سال ۱۹۶۸)
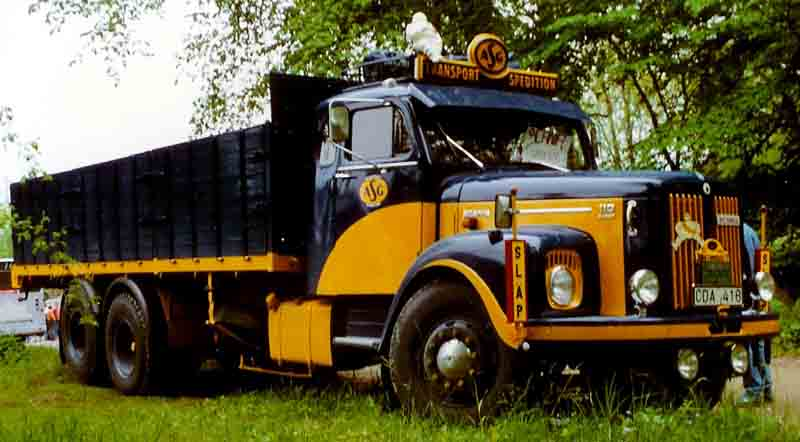
کامیون مدل LS۱۱۰ اسکانیا (سال ۱۹۷۰)
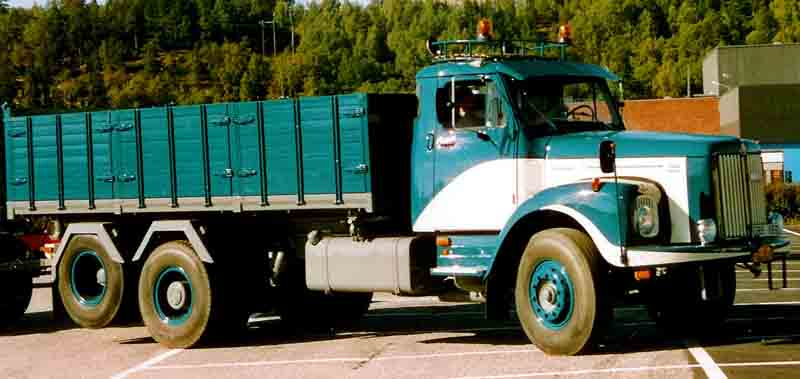
کامیون مدل LS۱۱۰ اسکانیا (سال ۱۹۷۳)
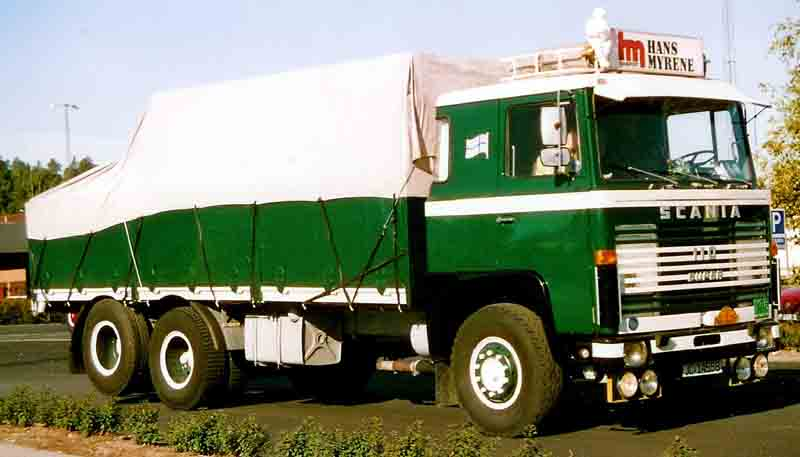
کامیون مدل LB۱۱۰ اسکانیا
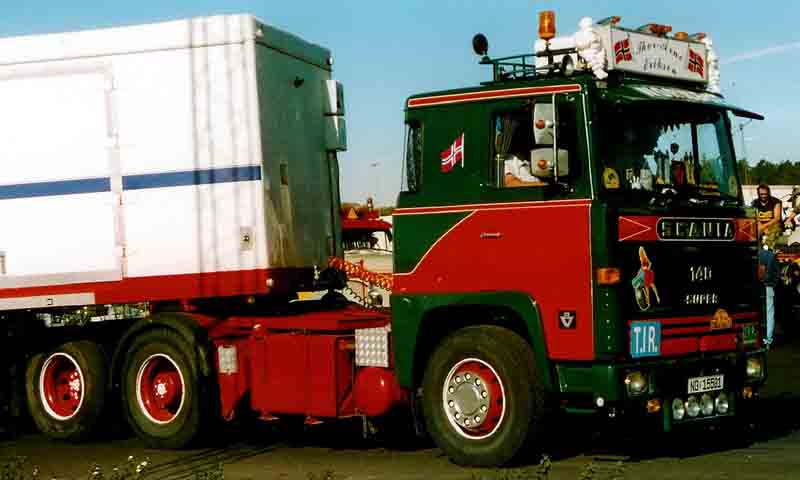
کامیون مدل LB۱۴۰ اسکانیا
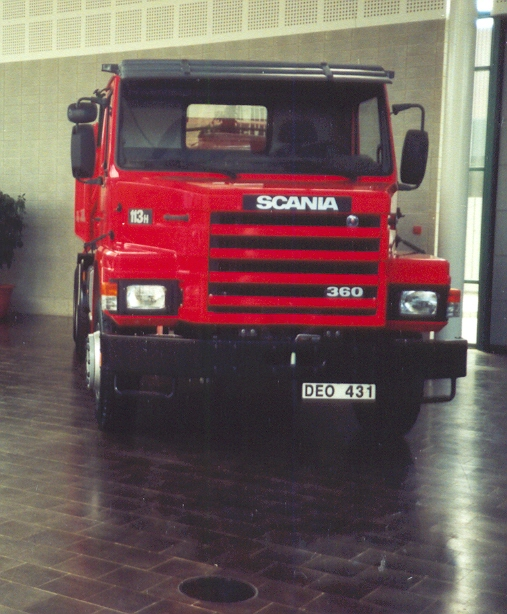
اسکانیا T113H
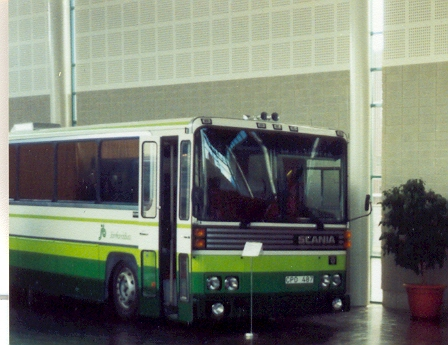
اسکانیا CR85
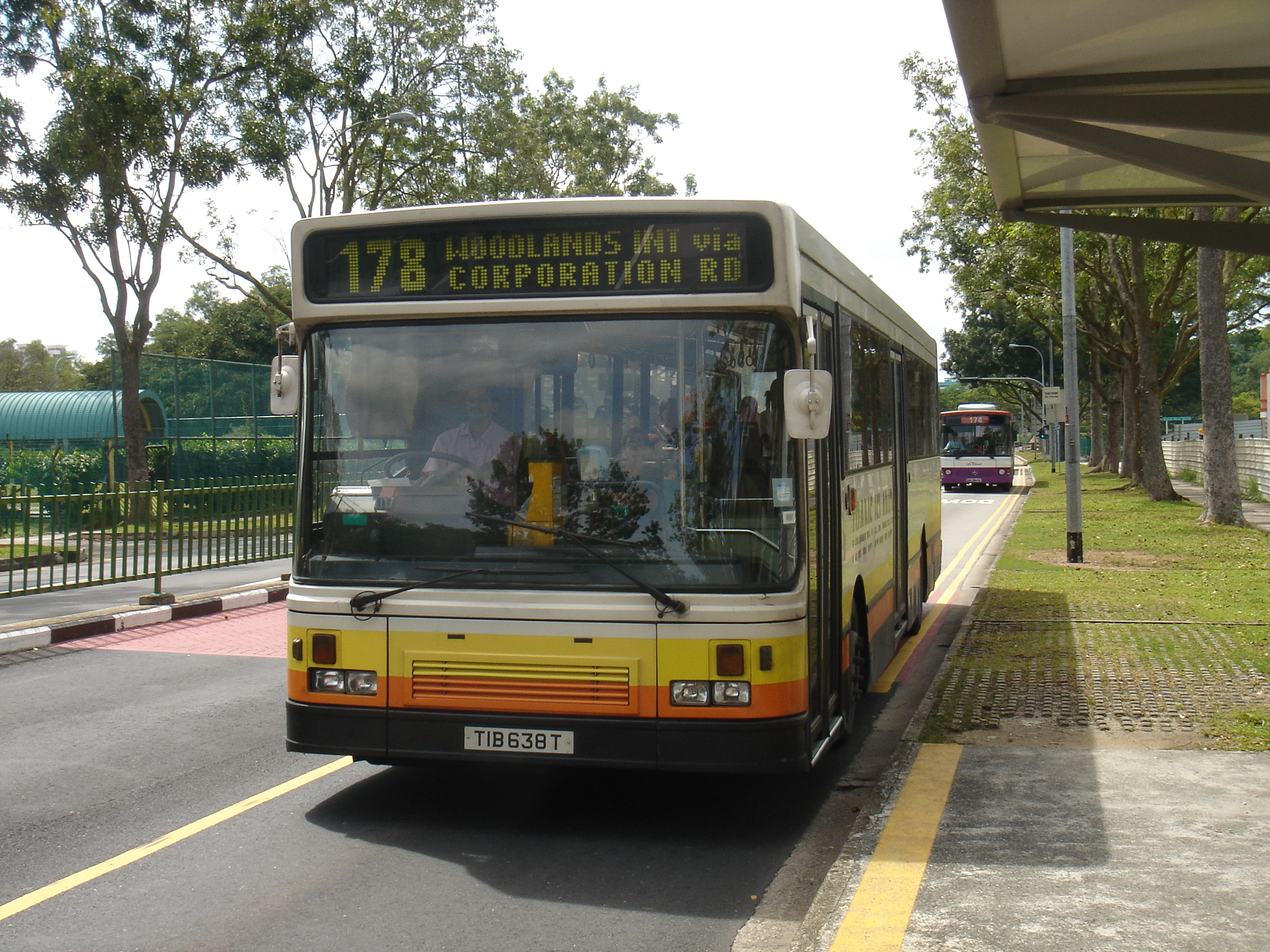
اسکانیا مدل L113
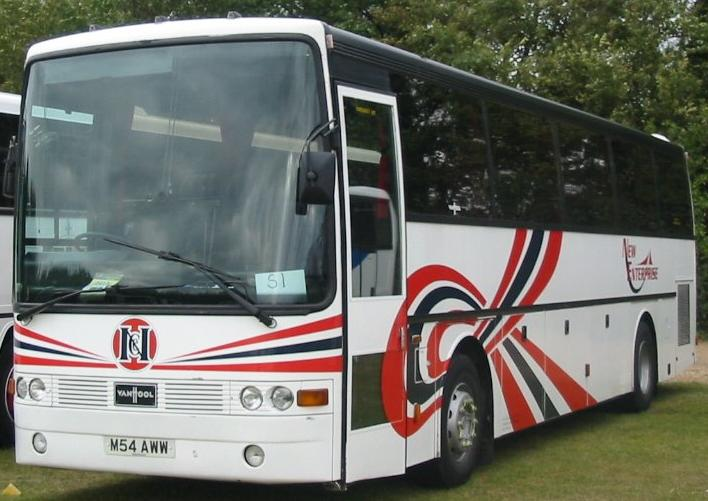
اتوبوس مدل K113CRB
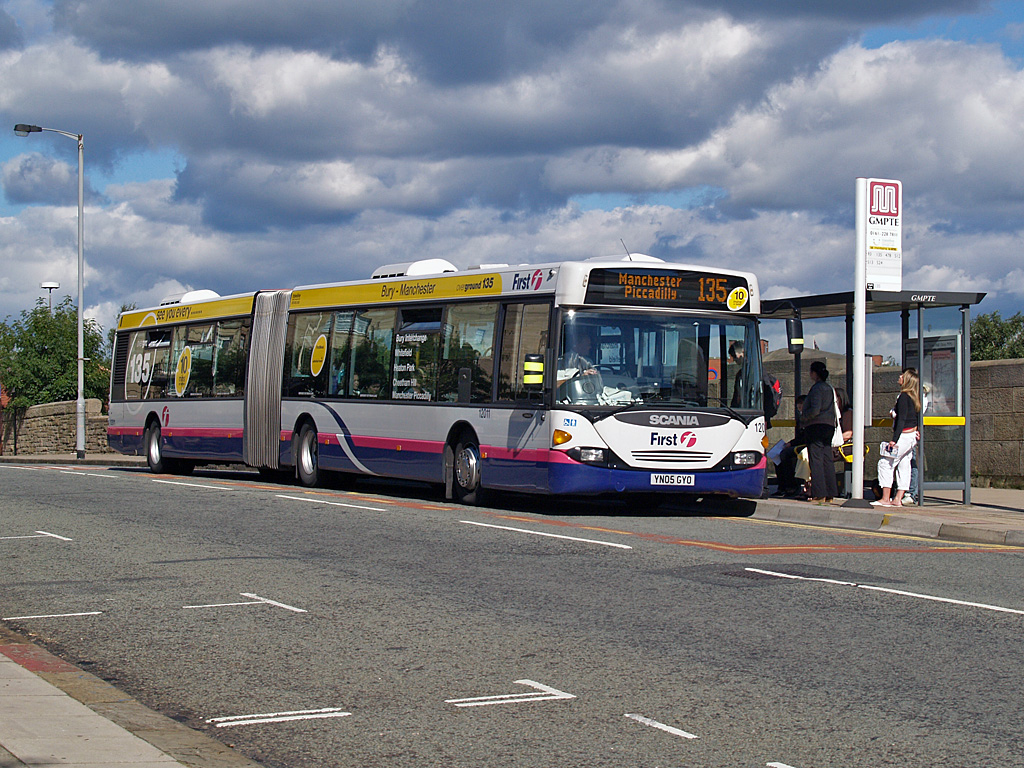
اتوبوس مفصل‌دار اسکانیا، ساخته شده برای شرکت «فرست منچستر»
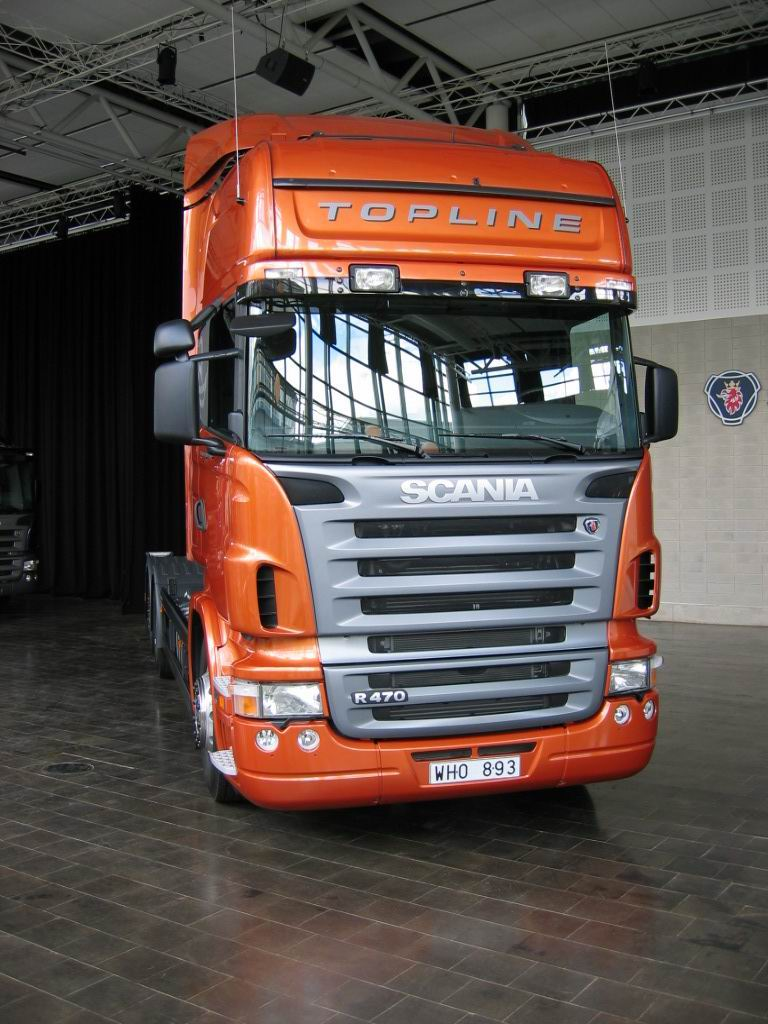
کامیون مدل R۴۷۰ اسکانیا
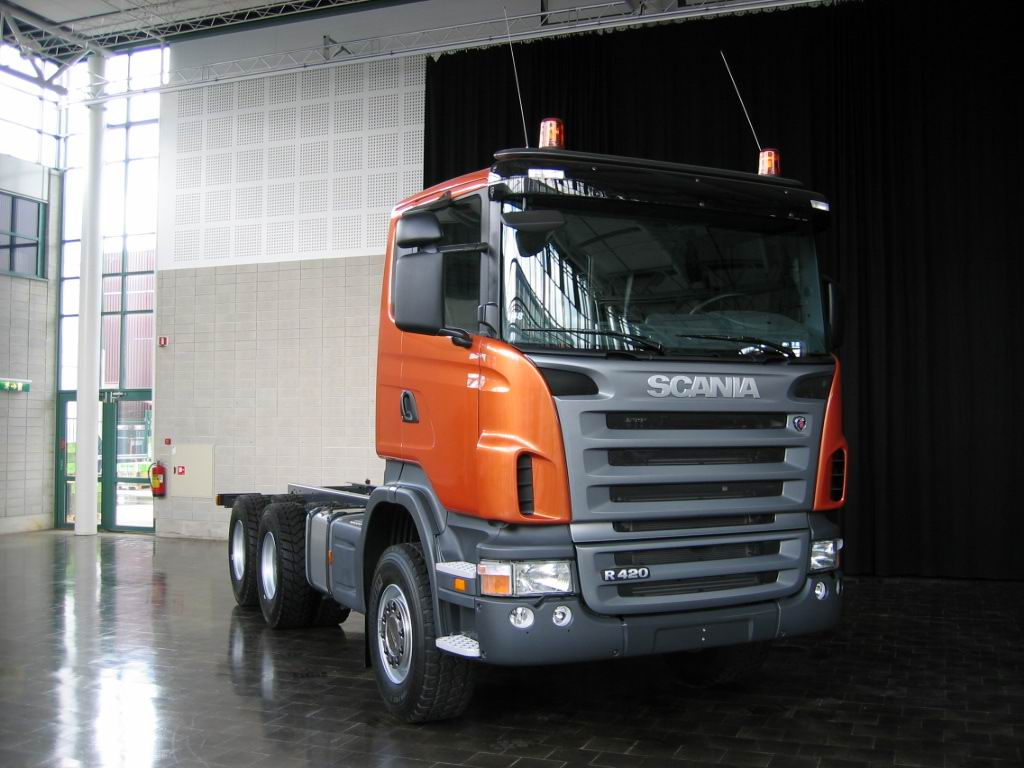
کارخانه تولیدی اصلی اسکانیا در شهر سودرتلیه
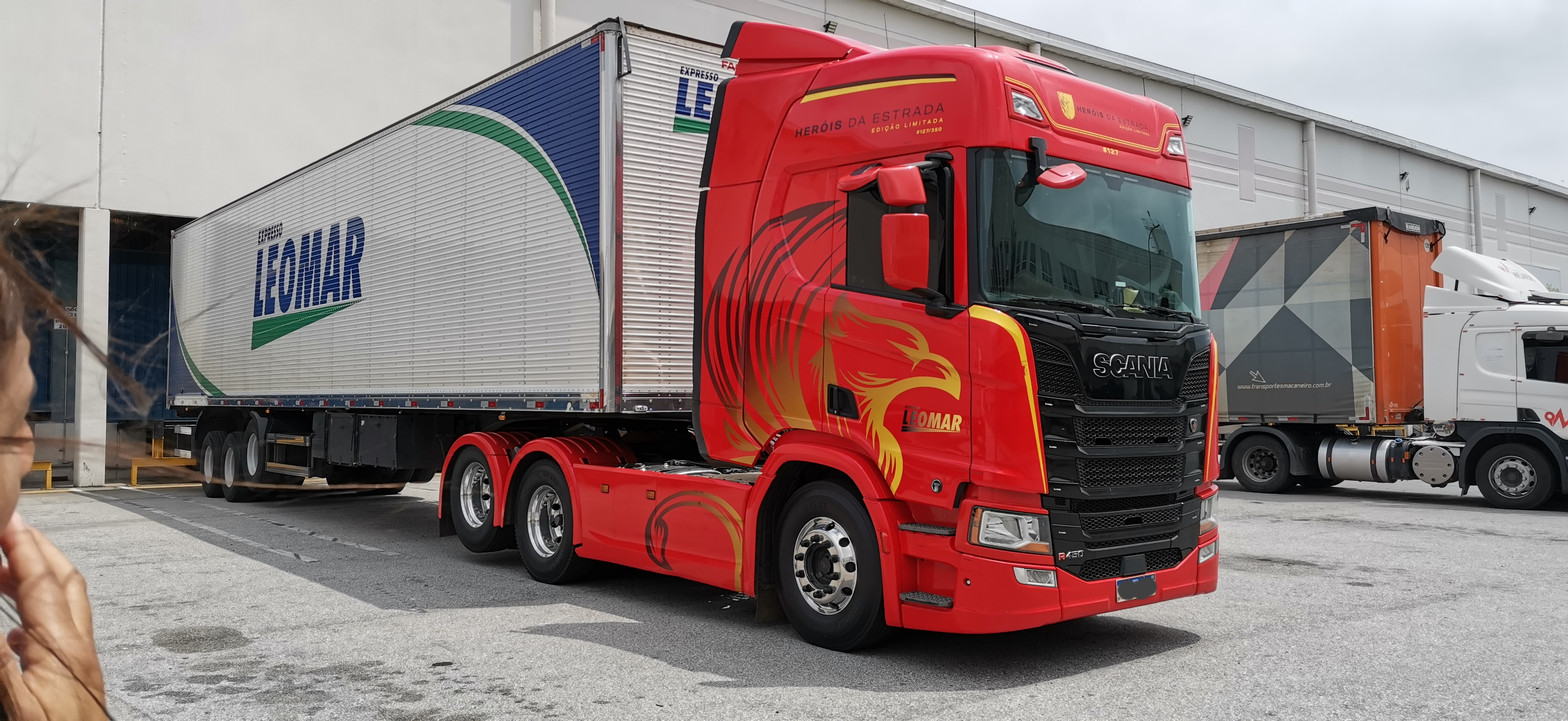
اسکانیا سری آر